# Dana Čechová

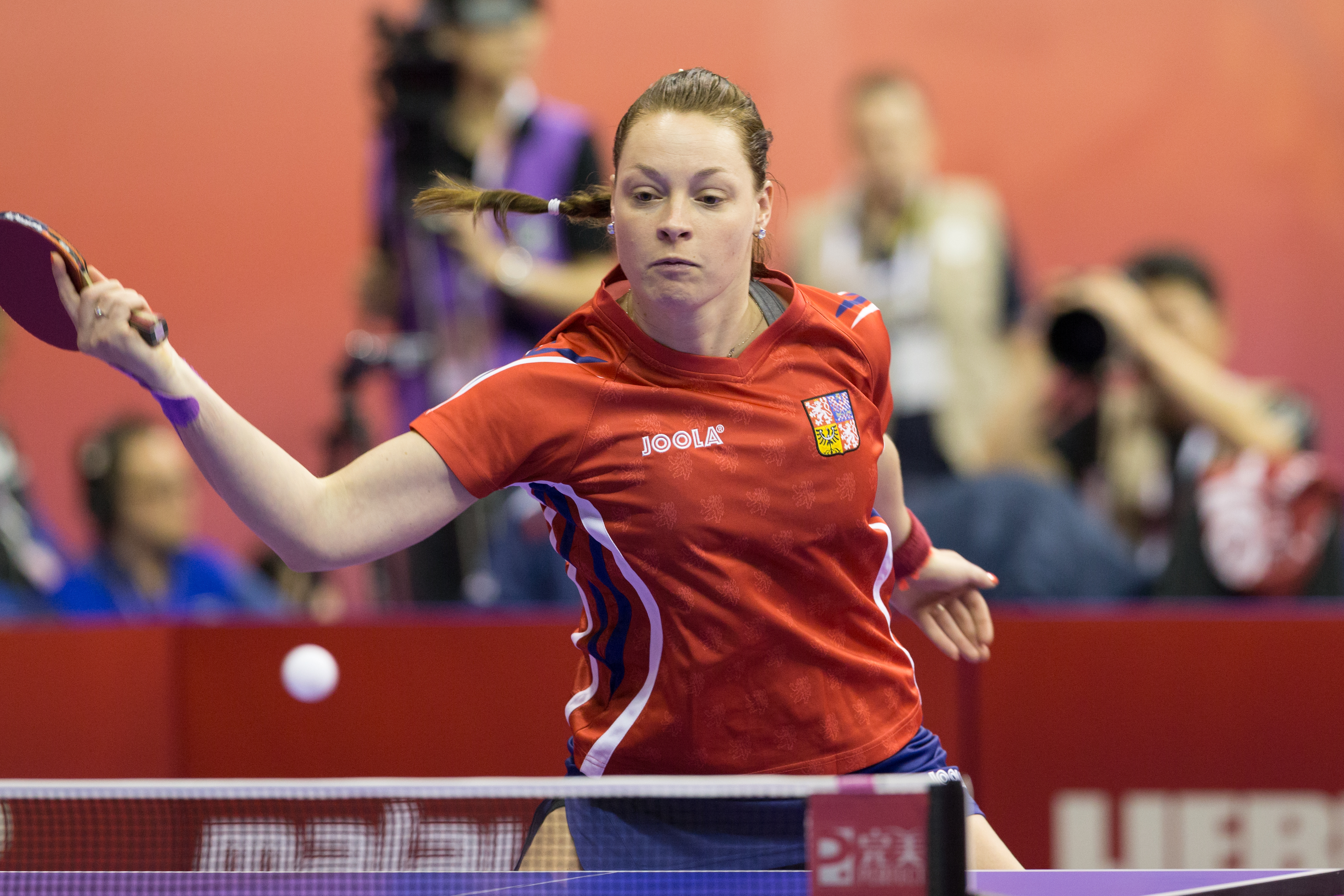
Dana Čechová

Dana Čechová, geb. Hadačová (* 3. September 1983 in Hodonín, Südmährische Region, Tschechoslowakei) ist eine tschechische Tischtennisspielerin. Von 2007 bis 2016 spielte sie für Hassia Bingen (seit 2011 TTG Bingen / Münster-Sarmsheim) in der deutschen Tischtennis-Bundesliga. Ihr größter Erfolg war der Gewinn der Bronzemedaille mit der Mannschaft bei der Tischtennis-Europameisterschaft 2009.

## Karriere
Dana Hadačová war schon in ihrer Jugend erfolgreich im Tischtennis. Bei tschechischen Juniorenmeisterschaften gewann sie die Titel im Einzel und Doppel, als langjährige Jugendnationalspielerin nahm sie zweimal am Junior-Europe-TOP-12 teil und 2000 gewann sie die Slowenien Open. In der Saison 2004/2005 wechselte sie vom Verein Start Horní Suchá nach Deutschland zum damaligen Zweitligisten Homberger TS und schaffte direkt den Aufstieg in die Bundesliga. Sofort danach wechselte sie zurück in die zweite Liga zu Hannover 96. Auch hier schaffte sie in ihrem ersten Jahr 2005/2006 den direkten Aufstieg. Doch auch bei Hannover hielt es sie nicht lange und sie wechselte 2007 erneut in die zweite Liga zu Hassia Bingen. Dort entwickelte sie sich in den nächsten Jahren zur Spitzenspielerin der 2. Bundesliga.
Anfang 2008 nahm sie in Guangzhou an ihren ersten Weltmeisterschaften teil. Im selben Jahr gewann sie im Einzel auch ihren ersten tschechischen Meistertitel bei den Senioren. Durch den Einzug ins Achtelfinale beim Olympia-Qualifikationsturnier in Budapest schaffte sie dann, für viele völlig überraschend, den Sprung zu den Olympischen Sommerspielen. Dort schied sie nach guten Leistungen in der zweiten Runde mit 3:4 gegen Georgina Póta aus Ungarn aus. Ende des Jahres nahm sie auch noch an ihren ersten Europameisterschaften in Sankt Petersburg teil. Bei den Olympischen Sommerspielen 2012 schied sie schon in der ersten Runde aus.
Die guten Leistungen setzten sich auch in der nächsten Saison 2008/2009 fort. Als beste Einzelspielerin der 2. Bundesliga Süd (28:2 Spiele im vorderen Paarkreuz) schaffte sie mit Hassia Bingen als ungeschlagener Meister den Aufstieg in die 1. Bundesliga. Bei den Europameisterschaften 2009 gelang ihr dann der bis dahin größte Erfolg. Mit der Mannschaft konnte sie, vor allem auch auf Grund ihrer starken Leistungen, die Bronzemedaille gewinnen. Auch im Einzelwettbewerb zeigte sie beim Einzug ins Achtelfinale ansprechende Leistungen.
Im September 2012 heiratete sie den deutschen Tischtennisspieler Roman Cech (tschechisch Čech). Mit ihm wohnt sie in Pilsen und betreibt dort ein Sportstudio. Sie haben eine Tochter. Am Ende der Saison 2015/16 verließ sie Bingen und kehrte in ihre Heimat zurück zu MK Reznovice.

## Turnierergebnisse
| Verband | Veranstaltung       | Jahr | Ort            | Land | Einzel     | Doppel        | Mixed     | Team     |
| ------- | ------------------- | ---- | -------------- | ---- | ---------- | ------------- | --------- | -------- |
| CZE     | Olympische Spiele   | 2012 | London         | ENG  | letzte 128 |               |           |          |
| CZE     | Olympische Spiele   | 2008 | Peking         | CHN  | letzte 64  |               |           |          |
| CZE     | Weltmeisterschaft   | 2013 | Paris          | FRA  | letzte 64  | letzte 32     |           |          |
| CZE     | Weltmeisterschaft   | 2012 | Dortmund       | GER  |            |               |           | 18       |
| CZE     | Weltmeisterschaft   | 2011 | Rotterdam      | NED  | letzte 128 | letzte 64     | letzte 64 |          |
| CZE     | Weltmeisterschaft   | 2010 | Moskau         | RUS  |            |               |           | 22       |
| CZE     | Weltmeisterschaft   | 2009 | Yokohama       | JPN  | letzte 64  |               | letzte 64 |          |
| CZE     | Weltmeisterschaft   | 2008 | Guangzhou      | CHN  |            |               |           | 21       |
| CZE     | Weltmeisterschaft   | 2004 | Doha           | QAT  |            |               |           | 14       |
| CZE     | Europameisterschaft | 2012 | Herning        | DEN  | letzte 64  | Viertelfinale |           |          |
| CZE     | Europameisterschaft | 2009 | Stuttgart      | GER  | letzte 16  |               |           | 3. Platz |
| CZE     | Pro Tour            | 2013 | Olomouc        | CZE  | letzte 64  |               |           |          |
| CZE     | Pro Tour            | 2013 | Noumea         | NCL  | letzte 64  |               |           |          |
| CZE     | Pro Tour            | 2013 | Kairo          | EGY  | SF         |               |           |          |
| CZE     | Pro Tour            | 2013 | Almería        | ESP  | QF         |               |           |          |
| CZE     | Pro Tour            | 2012 | Olomouc        | CZE  | letzte 32  | letzte 16     |           |          |
| CZE     | Pro Tour            | 2012 | Budapest       | HUN  | letzte 64  | SF            |           |          |
| CZE     | Pro Tour            | 2011 | Almería        | ESP  | letzte 64  |               |           |          |
| CZE     | Pro Tour            | 2011 | Władysławowo   | POL  | letzte 64  |               |           |          |
| CZE     | Pro Tour            | 2011 | Sheffield      | ENG  | letzte 64  |               |           |          |
| CZE     | Pro Tour            | 2010 | Warschau       | POL  | letzte 64  | letzte 16     |           |          |
| CZE     | Pro Tour            | 2010 | Wels           | AUT  |            | letzte 16     |           |          |
| CZE     | Pro Tour            | 2010 | Budaörs        | HUN  | letzte 32  |               |           |          |
| CZE     | Pro Tour            | 2010 | Berlin         | GER  |            | letzte 16     |           |          |
| CZE     | Pro Tour            | 2010 | Doha           | QAT  | letzte 64  |               |           |          |
| CZE     | Pro Tour            | 2008 | Berlin         | GER  | letzte 64  |               |           | 9        |
| CZE     | Pro Tour            | 2008 | Salzburg       | AUT  | letzte 32  |               |           | 5        |
| CZE     | Pro Tour            | 2007 | Wels           | AUT  | letzte 64  |               |           |          |
| CZE     | Pro Tour            | 2006 | Bayreuth       | GER  | letzte 64  |               |           |          |
| CZE     | Pro Tour            | 2006 | Velenje        | SVN  | letzte 64  |               |           |          |
| CZE     | Pro Tour            | 2005 | Velenje        | SVN  | letzte 16  |               |           |          |
| CZE     | Pro Tour            | 2004 | Warschau       | POL  | letzte 64  |               |           |          |
| CZE     | Pro Tour            | 2004 | Croatia        | HRV  | letzte 32  |               |           |          |
| CZE     | Pro Tour            | 2003 | Rio de Janeiro | BRA  | letzte 32  |               |           |          |
| CZE     | Pro Tour            | 2002 | Eindhoven      | NED  | letzte 64  |               |           |          |
| CZE     | Pro Tour            | 2002 | Courmayeur     | ITA  | letzte 64  |               |           |          |
| CZE     | Pro Tour            | 1999 | Prag           | CZE  |            | letzte 64     |           |          |